# Theo Ignaz Graffé
Theo Ignaz Graffé (* 1930 in Münster-Sarmsheim; † 19. März 1996 in Mainz) war ein deutscher Bildhauer, Steinmetz, Restaurator und Lehrer.

## Leben
Graffé studierte von 1950 bis 1953 sowie von 1955 bis 1956 Bildhauerei in Freiburg im Breisgau. 1954 absolvierte er eine Lehre als Steinmetz und Bildhauer. 1957 besuchte er die Werkkunstschule in Mainz und erhielt einige Jahre später den Meisterbrief als Steinbildhauer. Bis 1972 arbeitete er als freischaffender Bildhauer, bevor er 1973 für neun Jahre einen Lehrauftrag an der FHS Mainz innehatte. Er war mit der Gold- und Silberschmiedin Karin Graffé verheiratet, mit der er bei der Herstellung von Altären und Bronzetüren für Sakralbauten mitunter zusammenarbeitete.

## Auszeichnungen
- 1955/56 Förderpreise der Akademie Freiburg
- 1965    Förderpreis der Stadt Mainz
- 1969    Förderpreis des Landes Rheinland-Pfalz
- 1980    Rheingold Plakette der Stadt Mainz

## Werke

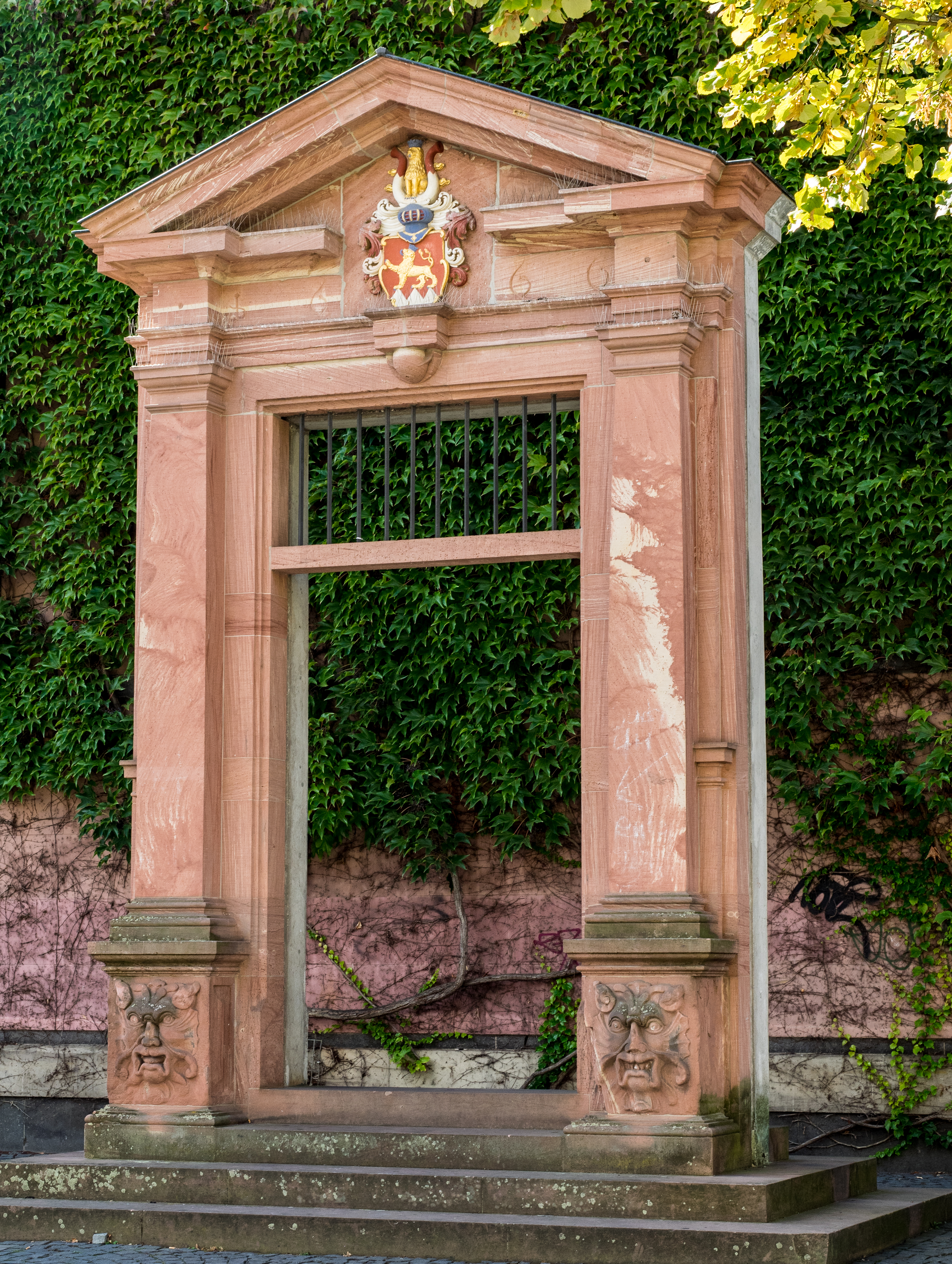
Gartenportal des ehemaligen bischöflichen Palais in Mainz, laut Beschreibungstafel ursprünglich um 1666 gebaut, beim Abriss gerettet. Restaurierung und Wiederaufbau durch seinen Sohn Andreas Graffé (Steinbildhauer, geboren 05.12.1957); 1993 an dieser Stelle wieder aufgebaut.

Zu Ignaz Graffés Werken zählt der „Dibbemann“ (Bronze) auf dem Bad Kreuznacher Eiermarkt.
Werke in Mainz: 
- Restaurierung des Gartenportals des ehemaligen Bischofspalais
- Bronzeplatten für ehemalige Liebfrauenkirche und Stift, für ehemalige Synagoge (5.), für Deutschhaus, für Georg Moller und für Titus Brandsma
- Kopien des Kurfürstenzyklus, der Figuren des Schlosstores, der Madonna am Haus Zum Fleming, der zwei „Liebespärchen“ und der Madonna am Haus Zum Salmen, der „Hl. Klara“ am Reichklarakloster, der Hl. Bilhildis am Bilhildisbrunnen und der sogenannten GottronÆschen Madonna in Kaiserstraße 9
- die 5 Boden-Mosaiken in der Wohnanlage auf dem Kästrich, das „Stelzenmädchen“ in Lerchenberg, das „Springseilmädchen“ in Zahlbach und die Määnzer Buwe beim Bocksprung

Grab: Mainz-Gonsenheim
Öffentliche Aufträge: Städte Mainz, Oldenburg, Bingen
Öffentliche Ankäufe:
- Kunstverein Ludwigshafen
- Mittelrheinisches Landesmuseum Mainz
- Galerie der Internationalen Sommerakademie für Bildende Kunst Salzburg
- Landesregierung Rheinland-Pfalz.

Graffés Werke erlebten Ausstellungen in Mainz, Salzburg, Valencia, Trier, Koblenz, Nevers, Hamburg, Stuttgart, Engen, Pirmasens, Bonn. Der Künstler war an allen Landeskunstausstellungen Rheinland-Pfalz beteiligt; er war Mitglied des Landesberufsverband bildender Künstler Rheinland-Pfalz und Mitbegründer und Ehrenmitglied der Künstlergruppe Eisenturm Mainz.